# Agylla bisecta
Agylla bisecta là một loài bướm đêm thuộc phân họ Arctiinae, họ Erebidae.